# Philipp Meyer (Schriftsteller)

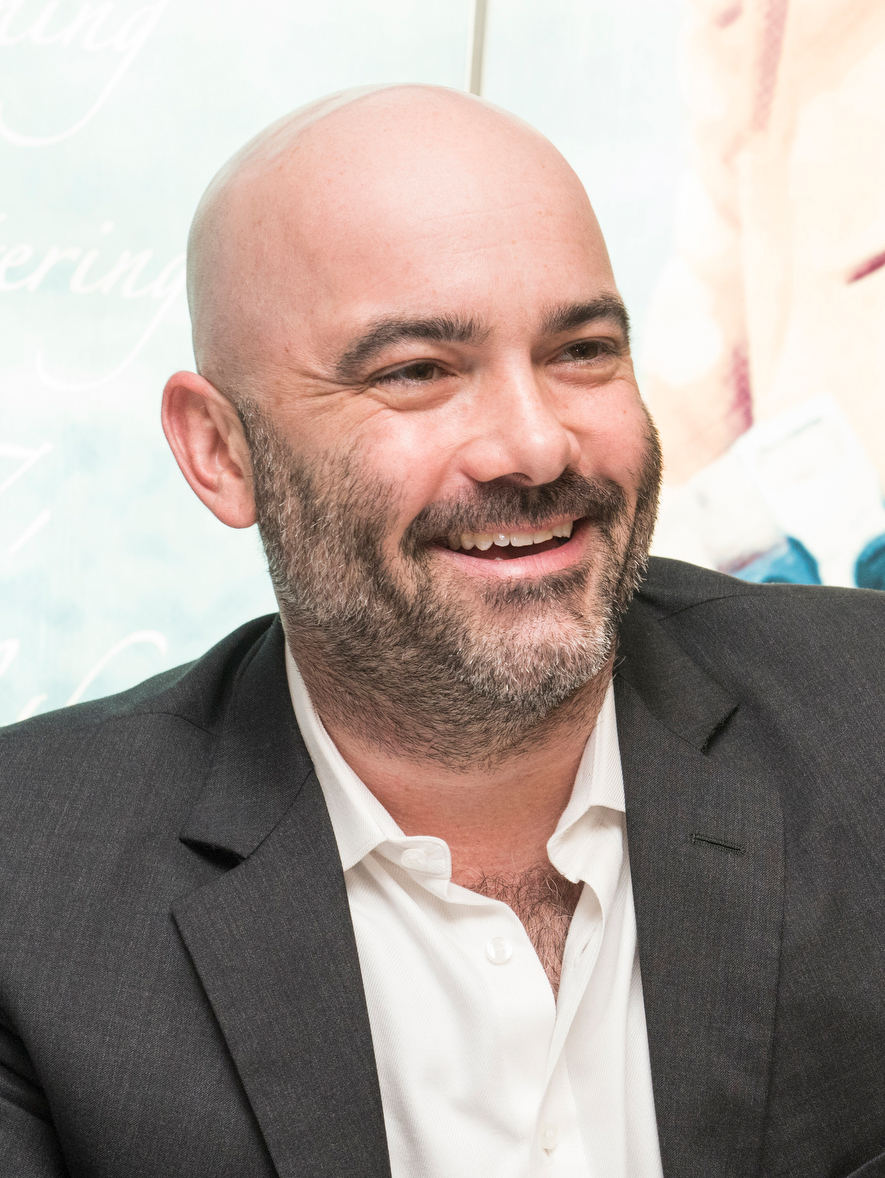
Philipp Meyer (2017)

Philipp Meyer (* 1. Mai 1974 in New York City) ist ein US-amerikanischer Schriftsteller.

## Biografie
Philipp Meyer wuchs in Hampden, nordwestlich von Baltimore, als Sohn einer Künstlerin und eines Elektrikers auf. Er besuchte das Baltimore City College, das er mit einem GED mit sechzehn verließ. In den folgenden fünf Jahren arbeitete er als Fahrradmechaniker und gelegentlich als Helfer in einer Schock-Trauma-Einrichtung. Mit zwanzig besuchte er Kurse an Colleges in Baltimore und entschied sich Schriftsteller zu werden. Zwei Jahre später ging er an die Cornell University in Ithaca und schloss mit einem Diplom in Englisch ab.
Anschließend bekam Meyer eine Position als Derivate-Händler bei der Schweizer UBS-Bank mit Weiterbildung in Zürich und London. Nach einigen Jahren rückte sein Traum Schriftsteller zu sein in greifbare Nähe durch ein Stipendium des Michener Center for Writers in Austin, Texas, wo er den größten Teil seines ersten Romans American Rust schrieb. 2008 erhielt er einen Master of Fine Arts des Michener Centers und 2010 ein Stipendium von der John Simon Guggenheim Memorial Foundation. Weitere Stipendien von MacDowell oder The Anderson Center for the Arts folgten. Neben seinem Roman, schrieb Meyer Kurzgeschichten für  amerikanische und englische Zeitungen. Er lebt in Austin, Texas.

## Rezeption
Philipp Meyers Debütroman American Rust (deutsch Rost), erzählt vom inneren und äußeren Verfall Amerikas. Rost als Sinnbild für Lethargie und Verfall, für Trost- und Hoffnungslosigkeit. Rost aber auch als Metapher für eine prosperierende Stahlindustrie, die verfällt, und für eine betroffene Bevölkerung, die keinen amerikanischen Traum mehr träumt, sondern hilflos vor den rostenden Überbleibseln ihrer Existenz steht. In diese archaische Szenerie ist die Handlung des Romans gelegt. American Rust wurde mit mehreren Preisen ausgezeichnet, der Roman in mehrere Sprachen übersetzt.
2013 erschien der Roman The Son (deutsch Der erste Sohn), der in den USA ein Bestseller wurde. Er erzählt von Eli McCullough, der im Jahre 1849 von den Comanchen entführt wurde und drei Jahre lang unter den Indianern lebte. Geschildert werden der indianische Umgang mit der Natur, die Kriege gegen andere Stämme und die Überfälle auf weiße Siedler. Eli begründet eine Familiendynastie, die durch Viehzucht und später Ölfelder zu sehr großem Reichtum gelangt, insofern reicht die Handlung des Familienromans fast bis in die Gegenwart. Der erste Sohn wurde überwiegend positiv beurteilt, unter anderem weil der Autor Figuren entwerfen könne, die sich „dem Leser nicht anbiedern“. Die „große Kunst“ des Erzählers bestehe darin, Alltagskultur, Denken und Empfinden „eindrucksvoll zu beschreiben“. In einer Rezension des Spiegel wurde kritisiert, die deutsche Fassung des Romans enthalte Übersetzungsfehler.
Mit The Son war Philipp Meyer unter den Finalisten des Pulitzer-Preis 2014 in der Kategorie Fiction. 2017 bis 2019 wurde eine gleichnamige Serie ausgestrahlt.

## Publikationen
- Rost. Klett-Cotta Verlag, Stuttgart 2010, ISBN 978-3-608-93893-7 (Originaltitel: American Rust. 2009. Übersetzt von Frank Heibert).
- Der erste Sohn. Albrecht Knaus Verlag, München 2014, ISBN 978-3-8135-0479-8 (Originaltitel: The Son. 2013. Übersetzt von Hans M. Herzog).

## Auszeichnungen
- 2009: Los Angeles Times Book Prize – Art Seidenbaum Award for First Fiction, American Rust
- 2010: Dobie Paisano Fellowship
- 2010: Guggenheim Fellowship